# Восстановление Варшавы
Восстановление Варшавы — комплекс мероприятий, проводимых в столице Республики Польша в период между 1945 и 1966 годами по восстановлению исторического облика города, сложившегося на протяжении XIII—XX веков.
Исторический центр Варшавы (пол. Stare Miasto w Warszawie), столицы и крупнейшего города Польши, был практически полностью (согласно данным ИКОМОС — на 85%) разрушен в период немецко-фашистской оккупации 1939—1944 гг.
Как уникальный пример достоверного восстановления и реконструкции уничтоженного наследия, 2 сентября 1980 года, на 4-й сессии Комитета всемирного наследия ЮНЕСКО в Париже, Старый город Варшавы был внесен (под №30) в список Всемирного наследия.

## Разрушение Варшавы в период 1939—1945 г.г
Первые удары по городу были проведены в 1939 году, во время 28-дневной осады города нацистами. После падения города и его оккупации не раз осуществлялись попытки восстаний местного населения (самые крупные пришлись на 43-44 г.г.). Но самое худшее было ещё впереди: в последние месяцы войны нацисты попытались полностью разрушить город и укрепления, в результате чего около 90% городских строений было превращено в руины: были взорваны замковые крепостные стены, уничтожена колонна Зигмунта, Старый и Новый Свят превратились в море развалин и праха.

## Восстановительные работы
Принимая во внимание существенные разрушения, был даже поставлен вопрос о временном, а поздней о фактическом переносе столицы в Краков (Лодзь или Познань), но при доскональном изучении исторических, культурных, экономических и прочих факторов, было принято решение восстанавливать город и столицу.
В 1945 году специально создан Объединенный Фонд Восстановления Столицы, а 14 февраля 1945 года открыта Администрация восстановления столицы (BOS) во главе с Яном Захватовичем, в состав которой входило более 1400 специалистов в области архитектуры, истории, урбанистики, социологии, экономики, инженерного проектирования и строительства и т. д.
Деятельность этих организаций началась с инвентаризации потерь и размещения информационных табличек на развалинах самых ценных построек.
Значительным был вклад местных жителей: люди своими силами ремонтировали наименее пострадавшие дома, прежде всего в Жолибоже и Мокотуве. К концу февраля разворачивается плановая акция по расчистке центральных городских артерий: Маршалковской улицы, Краковского Предместья и Нового Свята.
В разработанном историками и архитекторами плане восстановления основная идея заключалась в придании городу вида XVII—XVIII веков, так называемого «золотого времени». В качестве основы использовались сохранившиеся части зданий, старые рисунки, планы и описания того времени.
За шесть месяцев, к августу, было разобрано свыше 700 тыс. кубометров развалин, был восстановлен первый памятник — Николаю Копернику.
К началу 1946 года восстановлены два моста, вновь открылся Театр Польский. В это же время происходит целенаправленное уничтожение архитектуры конца XIX — начала XX веков на стройматериалы и восстановление более ценных и значимых объектов.
1950 год. В Варшаву вернулся восстановленный памятник Адама Мицкевича. Утвержден шестилетний план восстановления Варшавы и практически завершена отстройка рыночной площади: несколько десятков исторических зданий бережно и достоверно восстановлены по спасенным архитектурным планам и чертежам.
Постепенно, с каждым восстановленным объектом, вместо разрушенного места стал подниматься исторический центр, действительно более существенно похожий на средневековый град по планировке и виду зданий, нежели на предвоенный город. Были восстановлены:
- Королевский замок, где с XVII века пребывали польские короли, где сейм принял переломную для польской истории Конституцию 3-го мая (первую в Европе и вторую в мире).
- Кафедральный собор Святого Яна, где хоронили выдающихся деятелей польской истории и культуры. Здесь можно поклониться урнам с прахом Игнация Падеревского, первого президента Польши Габриэля Нарутовича, лауреата Нобелевской премии в области литературы Генрика Сенкевича. Здесь покоятся князья Мазовецкие и последний король Польши — Станислав Август Понятовский.[4]
- Площадь Старого Мяста, которая сразу после войны представляла собой стены двух домов, торчащие из-под развалин, а сегодня она — гармоничное сочетание ренессансного, барочного и готического стилей, центр исторического города и привлекательная туристическая аттракция.
- Краковское предместье и Новый Свят.
- Улицы Медовая, Длинная и Сенаторская вместе с Театральной и Банковской площадями.

Старый город является уникальной в мире (в таком масштабе) территорией плановой и окончательной реконструкции старинной городской застройки после катастрофического почти 90 % разрушения. И несмотря на то, что возраст этого комплекса-места исчисляется не столетиями, а всего лишь несколькими десятилетиями, 2 сентября 1980 года Старый город Варшавы был внесен в список Всемирного наследия ЮНЕСКО под номером 30, как уникальный пример достоверного восстановления и реконструкции уничтоженного наследия.

## Галерея
Замковая площадь и Варшавский замок в Варшаве:
- Во времена Российской империи. 1910.
- Во время оккупации нацистами. 1941
- После освобождения Варшавы. Январь 1945
- После реставрации. Фото 2006 года
- Фото 2010 года